# Passivitat (electrònica)
La passivitat és una característica d'enginyeria de sistemes, més comunament utilitzada en enginyeria electrònica i sistemes de control. Un component passiu, segons el camp, pot ser un component que consumeix, però no produeix, energia, o un component que és incapaç de poder tenir guany. Un component que no és passiu es diu component actiu. Un circuit integrat electrònic format per components passius es denomina circuit passiu (i té les mateixes propietats que un component passiu).
Un component actiu és aquell component en el que relació tensió / corrent no és lineal, és a dir és capaç d'aplicar un guany. Un component actiu no compleix la condició de passivitat, és a dir l'energia elèctrica del senyal que surt és més gran que la del senyal que entra. Són components actius per exemple: els transistors, els circuits integrats. Contrasta l'àmplia gamma de components actius, amb l'altre gama igualment nombrosa de components passius, que inclou components d'un ús molt general com són: resistències, condensadors, bobines, etc.